# Мишель, Анаис
Анаис Мишель (род. 12 января 1988 года) - французская тяжелоатлетка, победительница чемпионата Европы 2017 года. Участница летних Олимпийских игр 2020 года в Японии. 

## Карьера
На взрослом уровне на крупных международных соревнованиях выступает с 2008 года.
На чемпионате континента в 2013 году в Албании после ряда дисквалификаций за применение допинга стала бронзовым призёром в весовой категории до 48 кг, вес штанги по сумме двух упражнений был равен 164 кг. 
На чемпионате континента в 2017 году в Сплите стала золотым призёром в весовой категории до 48 кг, вес штанги по сумме двух упражнений был равен 180 кг. В Анахайме на чемпионате мира, в весовой категории до 48 кг, француженка заняла лишь 8-е место.
На чемпионате континента в 2018 году в Бухаресте стала серебряным призёром в весовой категории до 48 кг, вес штанги по сумме двух упражнений был равен 174 кг. 
На чемпионате Европы 2019 года, в Батуми, французская спортсменка в упражнении рывок завоевала малую бронзовую медаль, продемонстрировав результат на штанге 79 кг.

## Достижения
Чемпионат Европы
| Результат | Вес       | Год  | Место соревнований | Рывок | Толчок | Общий вес |
| Бронза    | до 48 кг. | 2013 | Тирана, Албания    | 72,0  | 92,0   | 164,0     |
| Золото    | до 48 кг. | 2017 | Сплит, Хорватия    | 80,0  | 100,0  | 180,0     |
| Серебро   | до 48 кг. | 2018 | Бухарест, Румыния  | 78,0  | 96,0   | 174,0     |